# Ormenoides pauperata
Ormenoides pauperata är en insektsart som först beskrevs av Melichar 1902.  Ormenoides pauperata ingår i släktet Ormenoides och familjen Flatidae. Inga underarter finns listade i Catalogue of Life.